# Aéronef parasite

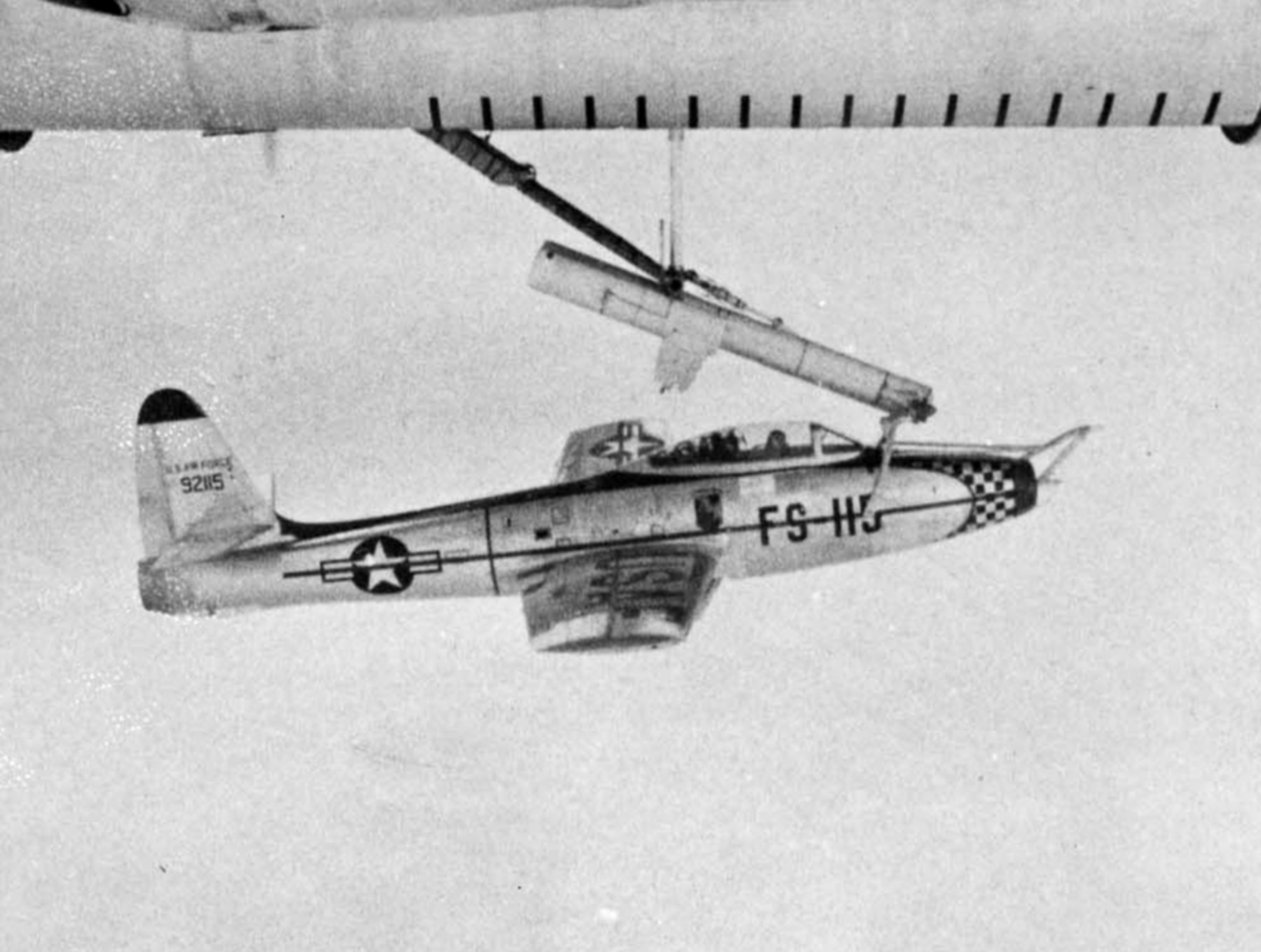
Un F-84 Thunderjet accroché à un trapèze FICON sous son avion porteur

Un aéronef parasite est un composant d'un aéronef composite qui est porté et lancé en vol par un aéronef porteur ou vaisseau mère afin d'aider ou de protéger le porteur. L'engin porteur peut éventuellement être en mesure de récupérer le parasite plus tard pendant le vol.
Le premier avion parasite a volé en 1916, lorsque le Royaume-Uni a lancé un Bristol Scout à partir d'un hydravion à coque Felixstowe Porte Baby. L'idée s'est finalement développée en jet bombardiers transportant des chasseurs parasites. Avec l'avènement des chasseurs à long rayon d'action équipés de missiles air-air, ce rôle a été considéré de moins en moins nécessaire.

## Chasseurs parasites

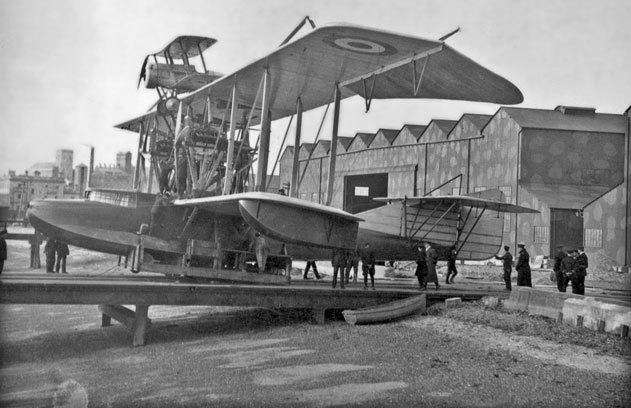
Un Bristol Scout sur un Porte Baby

Jusqu'au milieu du XXe siècle, il y avait un intérêt militaire pour les chasseurs parasites - des avions de chasse destinés à être transportés dans une zone de combat par un avion plus gros, comme un bombardier. Si le bombardier était menacé, le parasite serait libéré pour le défendre. Les chasseurs parasites n'ont jamais eu beaucoup de succès et ont rarement été utilisés au combat. Un inconvénient majeur d'un avion parasite est qu'il réduit la capacité de charge de l'avion porteur. Les projets de ce type ont été conçus pour surmonter la grande disparité entre les bombardiers et les chasseurs d'escorte. Le développement du ravitaillement en vol a rendu obsolètes les chasseurs parasites.
Les premiers chasseurs parasites ont été portés à bord de dirigeables militaires. Dès 1918, la Royal Air Force a lancé des chasseurs Sopwith Camel depuis des Vickers Type 23, et essaya de nouveau avec des Gloster Grebe sur des R.33 en 1925. Le "Imperial Airship" Programme" (en) de 1924 prévoyait un dirigeable commercial qui pourrait aussi mener à cinq chasseurs ainsi que des troupes s'ils sont mis en service militaire, mais l'usage militaire a été abandonné et seul l'usage civil retenu. Le 12 décembre 1917, lors d'un test afin de déterminer la faisabilité du transport d'avions de chasse sur dirigeables, le dirigeable C-1 a emporté un JN-4 de l'armée américaine dans une ascension en spirale large à 2 500 pieds au-dessus de Fort Tilden (en), et à cette hauteur il l'a largué pour un vol libre de retour à la base. L'aéronef était piloté par le lieutenant George Crompton, (aviateur naval #100) Dirigible Officer au NAS Rockaway, et l'avion par le lieutenant A. W. Redfield, USA, commandant le 52e escadron aérien basé à Mineola (Long Island, NY). Dans la décennie suivante, deux dirigeables de l'US Navy, l'USS Akron et l'USS Macon, ont été conçus comme dirigeables porte-avions. Bien que les opérations avec des Curtiss F9C Sparrowhawk aient été très satisfaisantes, la perte des deux dirigeables dans des accidents a mis fin à ce programme.
Les premiers bombardiers transportant des chasseurs parasites ont été conçus dans le cadre des expériences Zveno menées en Union soviétique par Vladimir Vakhmistrov (en) à partir de 1931. Jusqu'à cinq chasseurs de divers types ont été transportés par des bombardiers Polikarpov TB-2 et Tupolev TB-3. En août 1941, ces combinaisons ont effectué les seules missions de combat jamais entreprises par des chasseurs parasites. Des TB-3 transportant des bombardiers en piqué Polikarpov I-16SPB ont attaqué le pont Cernavodă et les quais Constanța, en Roumanie. Après cela, cet escadron, basé en Crimée, a mené une attaque tactique sur un pont enjambant le fleuve Dniepr à Zaporijia, qui avait été capturé lors de l'avancée des troupes allemandes.
Plus tard dans la Seconde Guerre mondiale, la Luftwaffe a expérimenté le Messerschmitt Me 328 comme un chasseur parasite, mais des problèmes avec ses pulsoréacteurs n'ont pas pu être surmontés. D'autres projets d'avions fusée développés à la fin de la guerre tels que l'Arado E.381 (en) et le Sombold So 344 (en) n'ont jamais quitté le stade expérimental. En revanche, l'empire du Japon a pu produire et utiliser des planeurs-fusées kamikazes Yokosuka MXY-7 Ohka, typiquement en utilisant les bombardiers Mitsubishi G4M pour les transporter. Cependant, leur efficacité s'est avérée minime en partie à cause de la défense aéronavale Alliée qui a profité du poids de la charge utile des avions parasites qui ralentissait les bombardiers porteurs, ce qui les rendait vulnérables à l'interception avant que l'avion fusée ne soit séparé et lancé.
Pendant les premières années de la guerre froide, l'United States Air Force a poursuivi des expériences avec une variété de chasseurs parasites pour protéger ses bombardiers Convair B-36 Peacemaker, dont le McDonnell XF-85 Goblin, et diverses méthodes, soit transport d'un Republic F-84 Thunderjet en soute à bombes (projet FICON) ou fixés aux extrémités des ailes du bombardier (projet Tom-Tom). Ces projets ont tous été rapidement abandonnés, en partie parce que le ravitaillement en vol est apparu comme une solution beaucoup plus sûre pour étendre la portée des chasseurs.
Dans les années 1960, des drones de reconnaissance Lockheed D-21 sont largués depuis des Lockheed SR-71 Blackbird mais il n'était pas question de les récupérer à bord des avions.
Au début des années 1970, un regain d'intérêt a lieu aux États-Unis et une étude de l’USAF envisagea l'utilisation d'avions de transport Boeing 747 ou C-5 Galaxy comme porte-avions aéroportés.
Avec, dans les années 2010, l’arrivée de drones de petites tailles à hautes performances, la Defense Advanced Research Projects Agency a demandé en 2014 aux industriels d'étudier la façon dont un gros avion-cargo pourrait libérer des drones pour espionner ou pour attaquer un ennemi, et ensuite regagner leur port d'attache volant. En 2017, ce programme nommé « Gremlins » commence sa phase 2, la phase 3 d'essais en vol d'un démonstrateur depuis un Lockheed C-130J Super Hercules étant alors prévue en 2019.

## Exemples d'avions parasites
- Un Bristol Scout a volé depuis un Felixstowe Porte Baby, devenant le premier avion parasite (1916),
- Un Albatros D.III a volé depuis un Zeppelin L 35 (LZ 80) devenant le premier chasseur parasite d'un dirigeable (26 janvier 1918),
- Un Sopwith Camel a volé depuis un dirigeable Vickers Type 23 (1918),
- Un biplan Verville-Sperry M-1 Messenger (en) a été lancé et récupéré par des dirigeables souples Tc-3 et Tc-7 (en) (1923),
- Plusieurs avions légers de Havilland Humming Bird (en) ont été lancés et récupérés par dirigeables R33 (1924), suivis de deux chasseurs Gloster Grebe (1925),
- Un planeur et un biplan ont été récupérés par l'USS Los Angeles. Ils ont été suivis par le chasseur d'escorte F9C Sparrowhawk qui a volé à partir du USS Akron et du USS Macon (1935),
- Les Yokosuka MXY-7 Ohka depuis les Mitsubishi G4M,
- Le Polikarpov I-16 modifié en bombardier en piqué transportant deux bombes de 250 kg (variante TsKB-29), à partir d'un Tupolev TB-3, Zveno-SPB (« bombardier en piqué composite »), a été le premier avion parasite à combattre (1941),
- Le chasseur d'escorte Messerschmitt Me 328 devait être lancé du Dornier Do 217, mais cela n'a pas abouti en raison de problèmes de moteur,
- Le XF-85 Goblin était une tentative d'équiper les bombardiers B-36 avec leurs propres chasseurs d'escorte (1948),
- Le F-84 était une tentative plus réussie pour fournir au B-36 un chasseur d'escorte parasite dans le projet FICON (1952).
- Le Colomban Cri-Cri peut être lâché en vol depuis un MH-1521 Broussard.

## Galerie

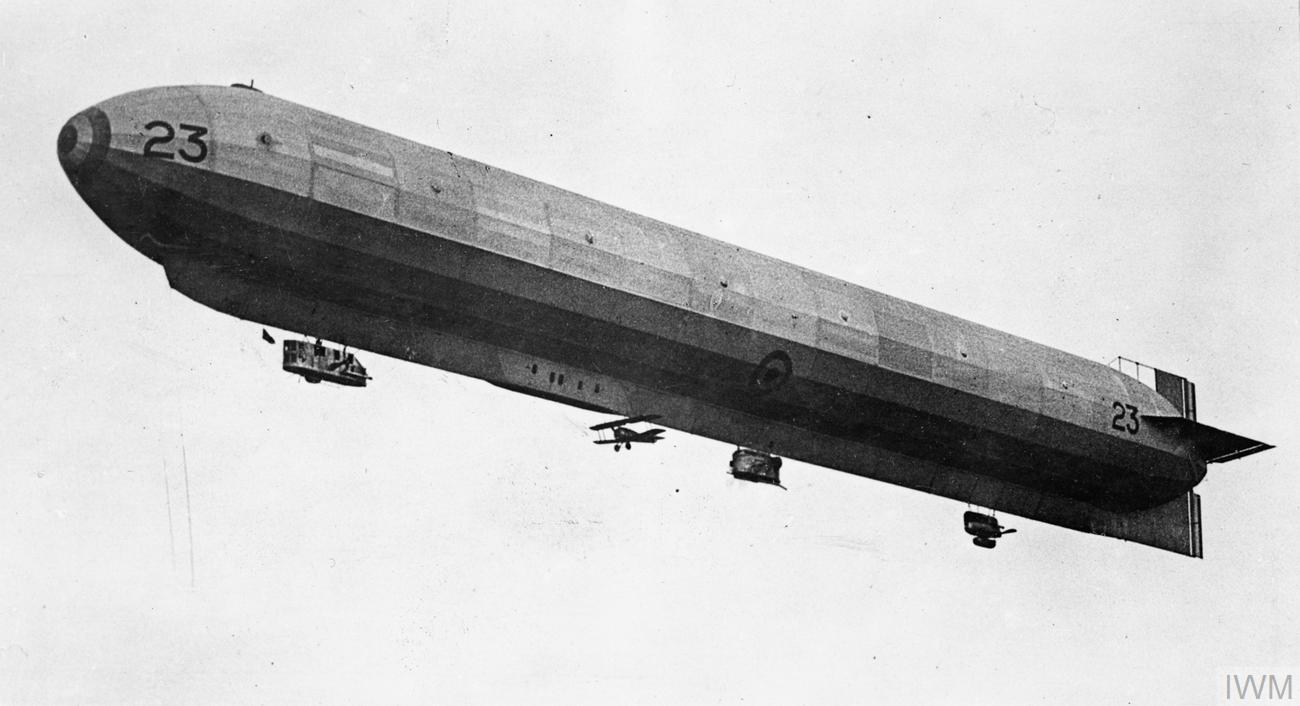
Dirigeable HMA 23r avec un Sopwith Camel en 1918.
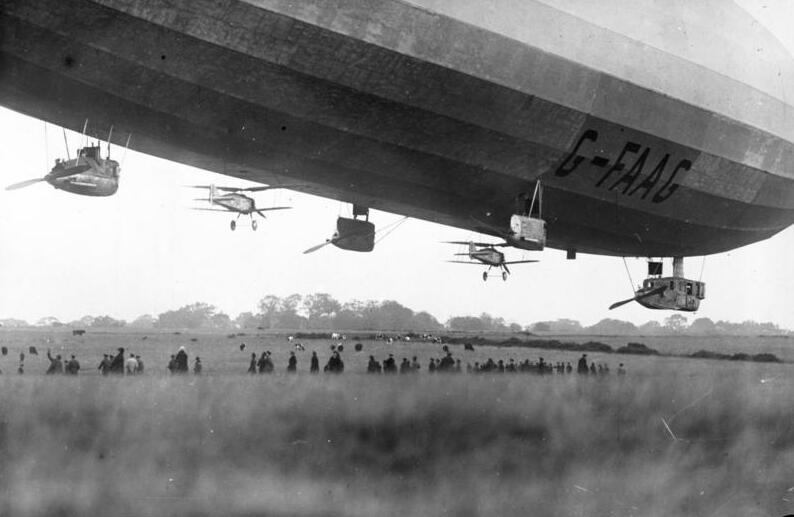
R33 avec des chasseurs Gloster Grebe en 1926.
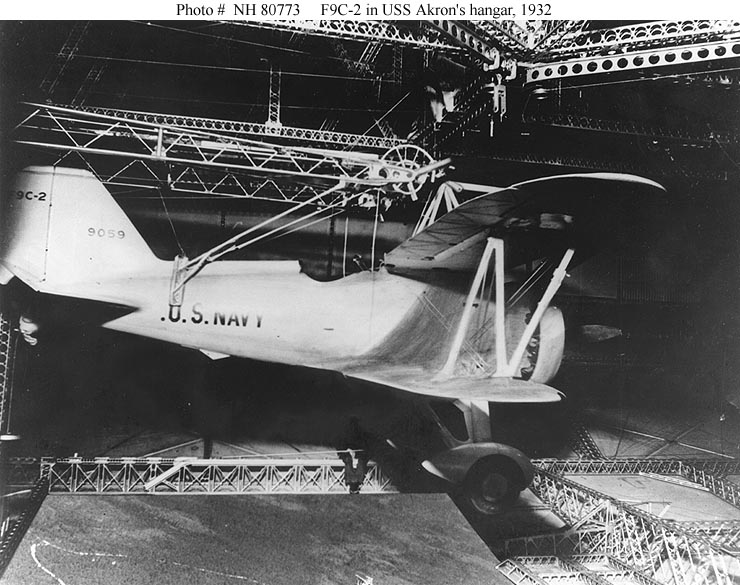
F9C Sparrowhawk à l'intérieur d'un hangar du USS Akron.
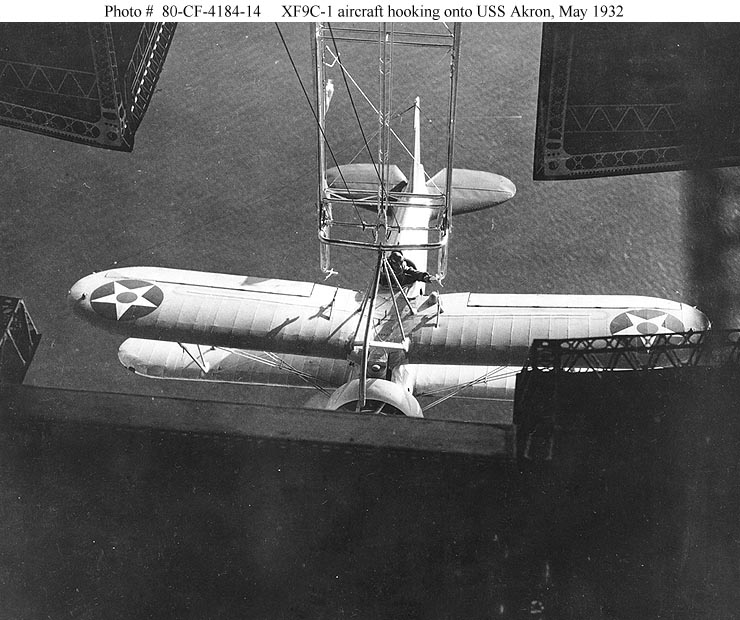
F9C Sparrowhawk s'accroche au trapèze du USS Akron, mai 1932.
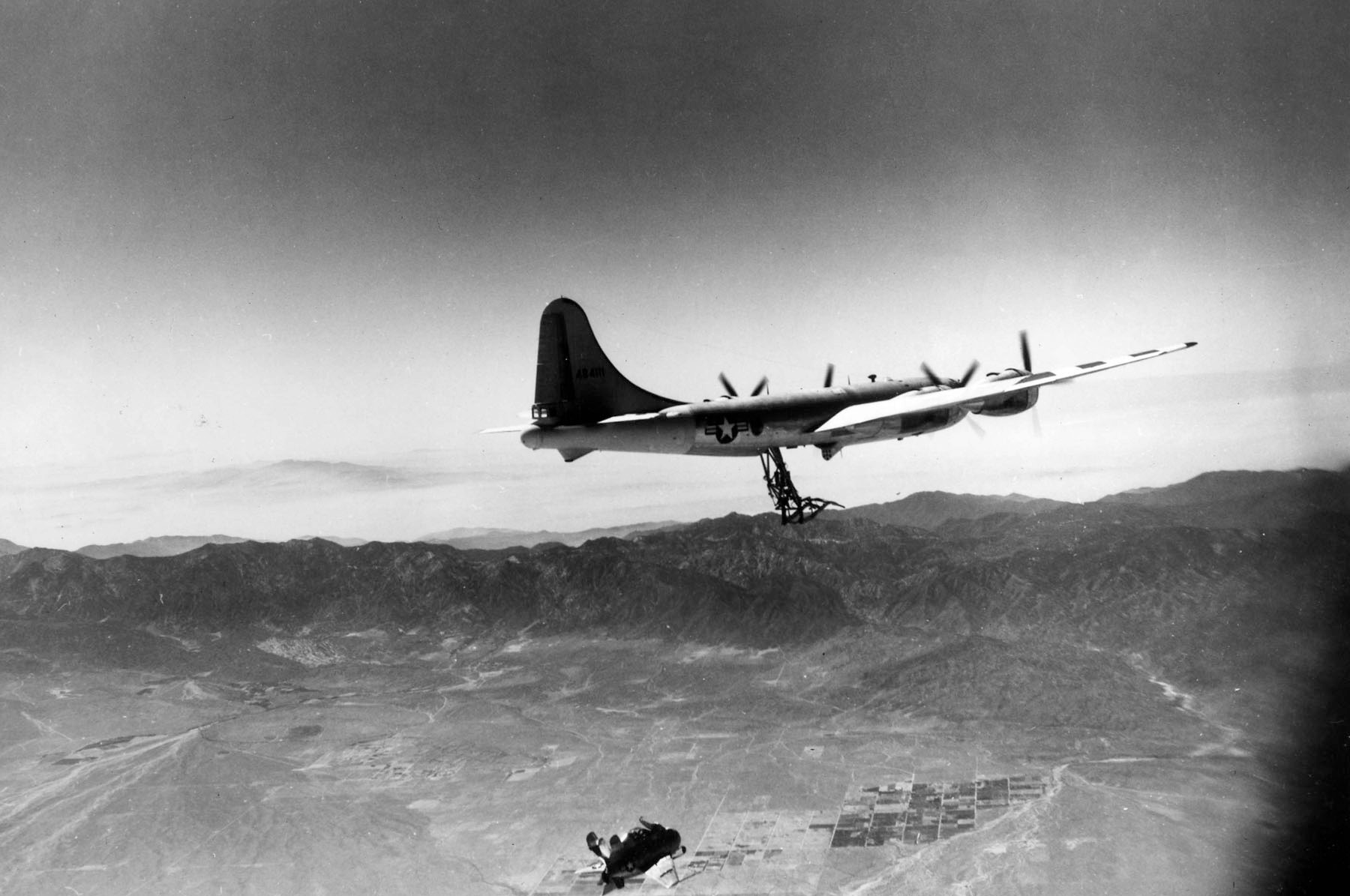
Boeing EB-29 avec trapèze de récupération déployé pour essais FICON avec chasseur parasite McDonnell XF-85 Goblin, en dessous
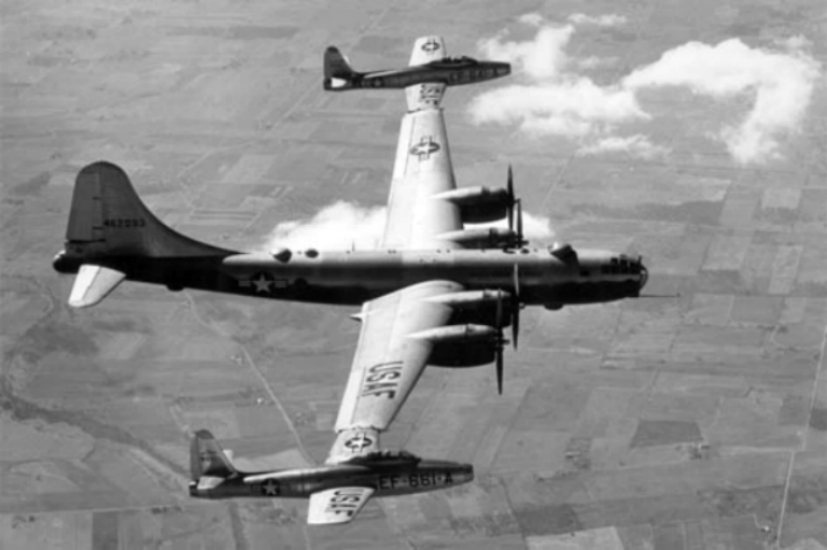
Projet Tom Tom : Boeing B-50 avec Republic F-84 Thunderjet
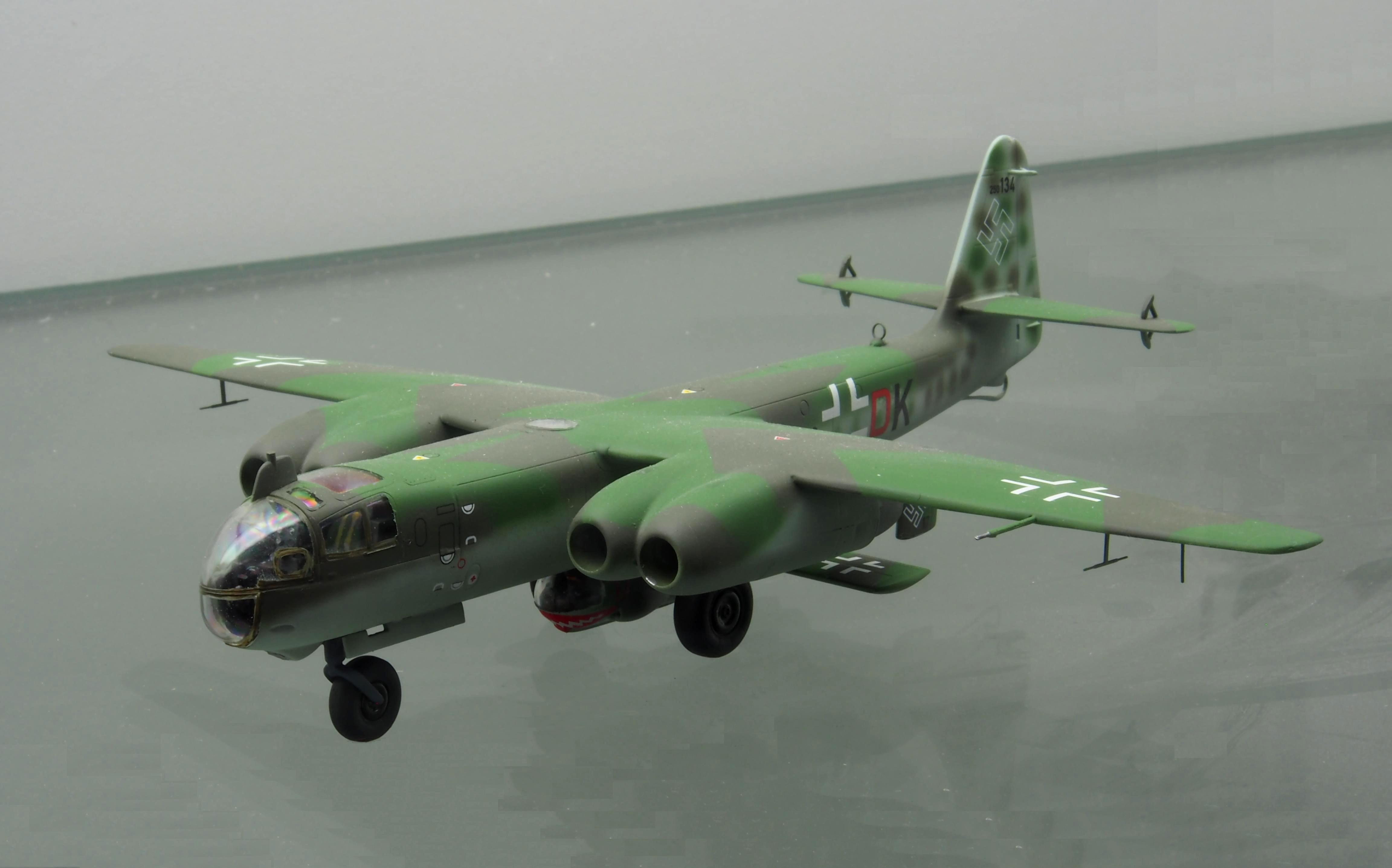
Maquette d'un Arado Ar 234 V21 portant un Arado E.381 (en) au musée des techniques de Spire
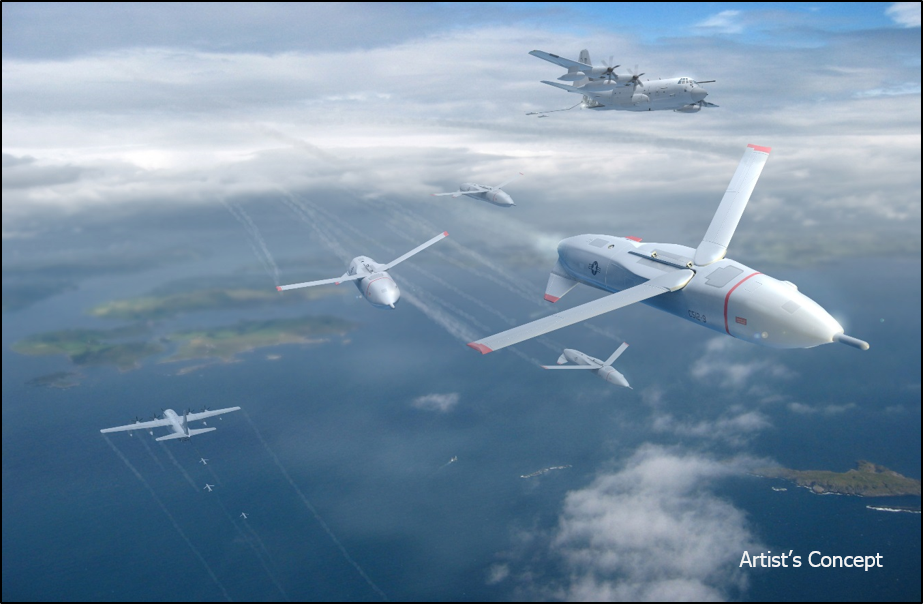
Concept d'artiste du projet Gremlin de drones récupérables en plein vol